# Carrie Coon
Carrie Alexandra Coon (Copley, Ohio, 24 de enero de 1981), conocida como Carrie Coon, es una actriz estadounidense. Fue nominada a un premio Tony en 2012 por su actuación en la obra ¿Quién teme a Virginia Woolf?. En 2014, comenzó interpretando a Nora Durst en la serie dramática de HBO The Leftovers y luego apareció en la película de suspense Gone Girl. En 2017 participó en la tercera temporada de la serie televisiva Fargo, en el papel de Gloria Burgle.

## Primeros años
Coon nació en Copley, Ohio, hija de Paula (de apellido de soltera Ploenes) y John Coon. Tiene una hermana mayor y tres hermanos. Se graduó de la Copley High School en 1999 y luego asistió a la University of Mount Union, graduándose en 2003 con un título en Inglés y Español. En 2006 consiguió su máster en bellas artes como actriz en la Universidad de Wisconsin-Madison.

## Carrera
Coon empezó trabajando en teatros regionales. Después de graduarse de la Universidad de Wisconsin-Madison, fue reclutada inmediatamente por el Madison Repertory Theatre y realizó su debut como profesional en el escenario en una producción de Our Town. Luego de esto, se unió al American Players Theatre, donde permaneció por cuatro temporadas. Coon se mudó a Chicago en 2008 e hizo su debut en esa ciudad con una papel en una producción de la obra Brontë. Coon vivió entre Wisconsin y Chicago durante varios años, alternando entre producciones en Chicago, Milwaukee y algunas con el American Players Theatre. Durante estos años, Coon ganaba dinero realizando trabajos de captura de movimiento para una compañía de videojuegos de Wisconsin.
Coon llegó a la fama cuando, en 2010, fue seleccionada para el papel de Honey en la obra ¿Quién teme a Virginia Woolf? de la Steppenwolf Theatre Company. El rol rápidamente le consiguió otros papeles en producciones de Chicago, y siguió en la obra en actuaciones en Washington D. C. y en la ciudad de Nueva York, donde hizo su debut en Broadway. Por su actuación en esta obra, ganó un Theatre World Award y una nominación a los Premios Tony.
La actriz hizo su debut en televisión en 2011 en un episodio de la serie de corta duración The Playboy Club, de la NBC. Luego, apareció como invitada en episodios de las series Law & Order: Special Victims Unit, Ironside e Intelligence.
Después de su nominación a los Tony, Coon fue elegida en 2014 para interpretar uno de los papeles principales en la serie de HBO The Leftovers, actuando junto a Justin Theroux, Amy Brenneman y Ann Dowd. En el mismo año, hizo su debut en la gran pantalla apareciendo en la película escrita y dirigida por David Fincher Gone Girl, basada en la novela de 2012 del mismo nombre.
A principios de 2015, Coon protagonizó la obra de Off-Broadway Placebo, en el teatro Playwrights Horizons. También participó en la obra de su esposo, Tracy Letts, Mary Page Marlowe, estrenada en la temporada 2015-2016. En diciembre de 2015 se anunció que Coon sería una de las seis actrices realizando el papel principal en la obra Mary Page Marlowe, en la Steppenwolf Theatre Company, entre marzo y mayo de 2016. En abril de 2015, la actriz abandonó la agencia The Gersh Agency para cambiarse a United Talent Agency. Entre octubre y noviembre de 2015, participó en Misisipi de la filmación de la película Strange Weather, junto a la actriz Holly Hunter, y dirigida por Katherine Dieckmann. En diciembre de 2015, filmó la película de terror y romance The Keeping Hours, de la productora Blumhouse Productions, y dirigida por Karen Moncrieff.
En 2017, Coon aparece en la tercera temporada de la serie de crimen y humor negro Fargo, en el papel femenino principal de Gloria Burgle, la jefa de policía de la ciudad de Eden Valley, Minnesota, donde sucede gran parte de la acción.
En 2018 presta su voz a la villana Proxima Midnight en la película de superhéroes Avengers: Infinity War. El 30 de abril de 2020, Coon se unió al elenco de la serie histórica de HBO,The Gilded Age como Bertha Russell.  En 2023, coprotagonizó la película de El estrangulador de Boston.

## Vida personal
Coon está casada desde 2013 con el actor y dramaturgo Tracy Letts. En 2010 trabajaron juntos en la obra ¿Quién teme a Virginia Woolf?. Tienen un hijo que nació en 2018, y una hija nacida en 2021.

## Filmografía

### Cine
| Año  | Título                         | Rol              | Notas |
| ---- | ------------------------------ | ---------------- | ----- |
| 2014 | Perdida                        | Margo "Go" Dunne |       |
| 2016 | Strange Weather                | Byrd             |       |
| 2017 | The Keeping Hours              | Elizabeth        |       |
| 2017 | Izzy Gets the F*ck Across Town | Virginia         |       |
| 2018 | De caza con papá               | Linda Ferguson   |       |
| 2018 | Avengers: Infinity War         | Proxima Midnight | Voz   |
| 2018 | Viudas                         | Amanda           |       |
| 2020 | The Nest                       | Alisson O'Hara   |       |
| 2021 | Ghostbusters: Afterlife        | Callie Spengler  |       |
| 2023 | El estrangulador de Boston     | Jean Cole        |       |
| 2023 | Another Happy Day              | Irene            |       |
| 2024 | Ghostbusters: Frozen Empire    | Callie Spengler  |       |
| 2024 | His Three Daughters            | Katie            |       |
| 2024 | Lake George                    | Phyllis          |       |

### Televisión
| Año             | Título                            | Rol            | Notas                                     |
| --------------- | --------------------------------- | -------------- | ----------------------------------------- |
| 2011            | The Playboy Club                  | Doris Hall     | 1 episodio ("An Act of Simple Duplicity") |
| 2013            | Law & Order: Special Victims Unit | Talia Blaine   | 1 episodio ("Girl Dishonored")            |
| 2013            | Ironside                          | Rachel Ryan    | 1 episodio ("Pilot")                      |
| 2014            | Intelligence                      | Luanne Vick    | 1 episodio ("Patient Zero")               |
| 2014–2017       | The Leftovers                     | Nora Durst     | 23 episodios                              |
| 2017            | Fargo                             | Gloria Burgle  | 10 episodios                              |
| 2018            | The Sinner                        | Vera Walker    | 8 episodios                               |
| 2022-actualidad | The Gilded Age                    | Bertha Russell | 17 episodios                              |
| 2025            | The White Lotus                   | Laurie         | 8 episodios                               |

### Teatro
| Año  | Título                          | Rol                            | Notas |
| ---- | ------------------------------- | ------------------------------ | --- |
| 2006 | Our Town                        | Emily                          | Overture Center for the Arts (Madison Repertory Theatre) 17 de febrero - 12 de marzo de 2006                                                                 |
| 2006 | Romeo y Julieta                 | Elenco coral                   | American Players Theatre (Spring Green, Wisconsin) 2 de julio - 7 de octubre de 2006 4 de julio - 8 de octubre de 2006 5 de julio - 23 de septiembre de 2006 |
| 2006 | The Matchmaker                  | Ermengarde                     | American Players Theatre (Spring Green, Wisconsin) 2 de julio - 7 de octubre de 2006 4 de julio - 8 de octubre de 2006 5 de julio - 23 de septiembre de 2006 |
| 2006 | Medida por medida               | Juliet                         | American Players Theatre (Spring Green, Wisconsin) 2 de julio - 7 de octubre de 2006 4 de julio - 8 de octubre de 2006 5 de julio - 23 de septiembre de 2006 |
| 2007 | Anna Christie                   | Anna                           | Overture Center for the Arts 2 al 25 de febrero de 2007 |
| 2007 | Misalliance                     | Hypatia                        | American Players Theatre 15 de junio - 6 de octubre de 2007 22 de junio - 5 de octubre de 2007 3 de agosto - 6 de octubre de 2007                            |
| 2007 | El mercader de Venecia          | Elenco coral                   | American Players Theatre 15 de junio - 6 de octubre de 2007 22 de junio - 5 de octubre de 2007 3 de agosto - 6 de octubre de 2007                            |
| 2007 | La noche de la iguana           | Charlotte                      | American Players Theatre 15 de junio - 6 de octubre de 2007 22 de junio - 5 de octubre de 2007 3 de agosto - 6 de octubre de 2007                            |
| 2008 | El diario de Ana Frank          | Miep                           | Overture Center for the Arts 11 de enero - 3 de febrero de 2008                                                                                              |
| 2008 | Brontë                          | Emily                          | Remy Bumppo Theatre Company (debut en Chicago) 20 de marzo - 4 de mayo de 2008                                                                               |
| 2008 | El sueño de una noche de verano | Helena                         | American Players Theatre 7 de junio - 5 de octubre de 2008 20 de junio - 20 de septiembre de 2008 1 de agosto - 4 de octubre de 2008                         |
| 2008 | Enrique IV, parte 1             | Lady Percy                     | American Players Theatre 7 de junio - 5 de octubre de 2008 20 de junio - 20 de septiembre de 2008 1 de agosto - 4 de octubre de 2008                         |
| 2008 | The Belle's Stratagem           | Miss Ogle                      | American Players Theatre 7 de junio - 5 de octubre de 2008 20 de junio - 20 de septiembre de 2008 1 de agosto - 4 de octubre de 2008                         |
| 2009 | Magnolia                        | Ariel                          | Goodman Theatre (Chicago) 14 de marzo - 19 de abril de 2009                                                                                                  |
| 2009 | Enrique V                       | Kate                           | American Players Theatre 7 de agosto - 2 de octubre de 2009                                                                                                  |
| 2010 | Blackbird                       | Una                            | Renaissance Theatreworks (Milwaukee) 15 de enero - 7 de febrero de 2010 1 - 24 de octubre de 2010                                                            |
| 2010 | Reasons to be Pretty            | Stephanie                      | Renaissance Theatreworks (Milwaukee) 15 de enero - 7 de febrero de 2010 1 - 24 de octubre de 2010                                                            |
| 2010 | ¿Quién teme a Virginia Woolf?   | Honey                          | Steppenwolf Theatre Company (Chicago) 2 de diciembre de 2010 - 13 de febrero de 2011                                                                         |
| 2011 | ¿Quién teme a Virginia Woolf?   | Honey                          | Arena Stage (Washington D. C.) 25 de febrero - 10 de abril de 2011                                                                                           |
| 2011 | The Real Thing                  | Annie                          | Writers Theatre (Glencoe) 13 de septiembre - 4 de diciembre de 2011                                                                                          |
| 2012 | The Girl in the Yellow Dress    | Celia                          | Next Theatre (Evanston) 19 de enero - 26 de febrero de 2012                                                                                                  |
| 2012 | Pretty Penny                    | Crystal                        | Writers Theatre 12 de marzo de 2012 |
| 2012 | The March                       | Emily Thompson                 | Steppenwolf Theatre Company 5 de abril - 10 de junio de 2012 28 de junio - 26 de agosto de 2012                                                              |
| 2012 | Las tres hermanas               | Masha                          | Steppenwolf Theatre Company 5 de abril - 10 de junio de 2012 28 de junio - 26 de agosto de 2012                                                              |
| 2012 | ¿Quién teme a Virginia Woolf?   | Honey                          | Booth Theatre (debut en Broadway) 27 de septiembre de 2012 - 3 de marzo de 2013                                                                              |
| 2015 | Placebo                         | Louise                         | Playwrights Horizons (Off-Broadway) 20 de febrero - 6 de abril de 2015                                                                                       |
| 2016 | Mary Page Marlowe               | Mary Page Marlowe (edad 27-36) | Steppenwolf Theatre Company (Chicago) 31 de marzo - 5 de junio de 201                                                                                        |

## Premios y nominaciones

### Premios Primetime Emmy
| Año  | Categoría                                       | Trabajo nominado | Resultado |
| ---- | ----------------------------------------------- | ---------------- | --------- |
| 2017 | Mejor actriz de reparto - Miniserie o telefilme | Fargo            | Nominada  |
| 2024 | Mejor actriz - Serie dramática                  | The Gilded Age   | Nominada  |
| 2025 | Mejor actriz - Serie dramática                  | The White Lotus  | Nominada  |

### Premios Tony
| Año  | Categoría                                    | Trabajo nominado                | Resultado |
| ---- | -------------------------------------------- | ------------------------------- | --------- |
| 2013 | Mejor actriz principal en una obra de teatro | Who's Afraid of Virginia Woolf? | Nominada  |